# ワールドエンジン
ワールドエンジンは、ダイムラー・クライスラー（当時、現・ダイムラーAG。以下「DC」。）、三菱自動車工業、現代自動車の3社が共同開発した直列4気筒エンジンである。1.8、2.0、2.4Lの3種類のバリエーションを持つ。軽量化に貢献するアルミシリンダーブロック、アルミシリンダーヘッドを採用しているのが特徴であり、付加的なデバイスやアプリケーションについては、三社がそれぞれのニーズに合わせて独自開発可能な設計とされている。

## 開発経緯
2002年、上記3社の均等出資により、4気筒エンジンの設計、開発、エンジニアリングのための合弁会社グローバル・エンジン・アライアンスLLCが設立された。
基本設計を共有し、3社による大規模生産でのスケールメリットによりコスト削減を行う。製造においても鋳造や加工での共通のプロセスが開発された。

## スペック
- サイアミーズ型アルミニウムダイカストシリンダーブロック
- 補強ラダーフレーム
- アルミニウムシリンダーヘッド
- 樹脂インテークマニホールド、樹脂ヘッドカバー
- バランスシャフトモジュール
- タイミングチェーン、サーペンタインベルト

## 生産
現代が2004年に牙山工場にて生産を開始、韓国でNFソナタに初採用された。三菱では2005年に生産を開始した。

### GEMA
GEMA（グローバル・エンジン・マニュファクチャリング・アライアンス）はアメリカにおけるワールドエンジンの生産を行う上記3社による合弁会社。ミシガン州ダンディに生産工場が建設され、2005年10月より生産を開始した。GEMAではエンジンの主要な3C（シリンダーブロック、シリンダーヘッド、クランクシャフト）の機械加工とエンジン組立のみを行っている。ノースプラントとサウスプラントの2工場から成り、操業開始時点でそれぞれ年間42万台の生産能力を持っていた。2009年、クライスラーが三菱、現代よりGEMAの持分を買取り、合弁事業は解消された。2012年、GEMAは名称をクライスラー・ダンディ工場に変更した。

### 生産拠点
3社により世界7箇所にワールドエンジンの生産拠点が設けられた。2008年当時で年間生産能力は220万台となった。
- 韓国（ヒュンダイ）
  - 牙山市 - 2004年生産開始
  - 華城市
- 日本（三菱）
  - 滋賀県 - 2005年生産開始
- アメリカ
  - ヒュンダイ - アラバマ州　ヒュンダイ・モーター・マニュファクチュアリング・アメリカ（HMMA）モンゴメリー工場
  - クライスラー　- ミシガン州 ダンディ工場（旧・GEMA）
- 中国
  - ヒュンダイ - 山東省

## 現代自動車グループ（ヒュンダイ/キア）

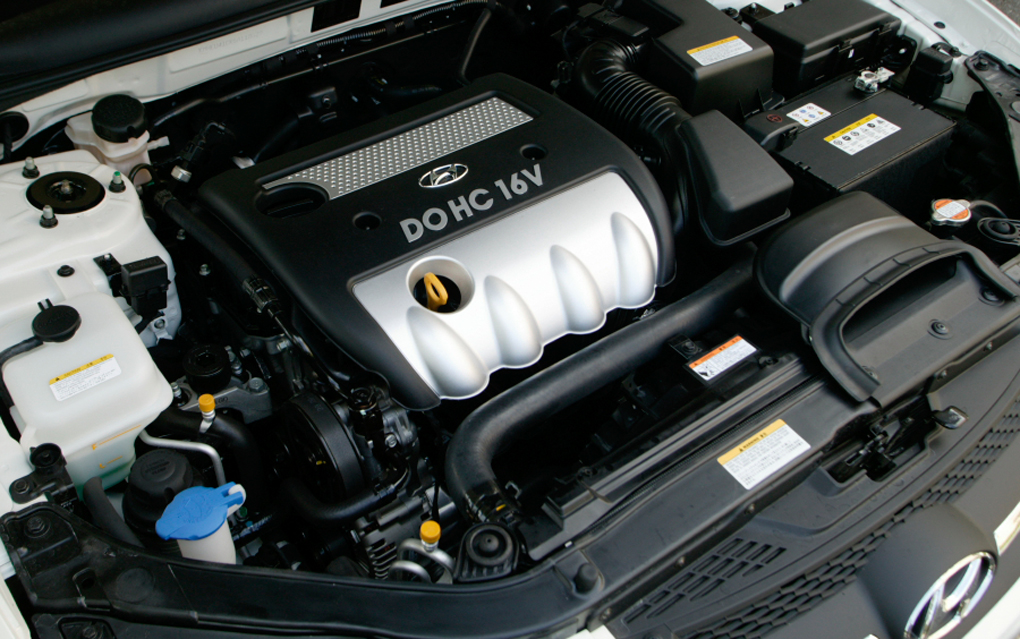
2.4L θエンジン（G4KC型、NFソナタ用）

現代自動車グループは、本機自社でシータエンジンと命名、積極的にソナタなどヒュンダイ/キア各車に搭載している。2005年には、中国国内で生産する自社モデルに搭載するためのエンジン製造工場を建設した。
一部韓国メディアにて、本機のDC及び三菱への供給が報じられたが誤報である、2008年7月現在、現代自動車のシータエンジンを上記二社が採用した事実は存在しない。
なお、NFソナタのマイナーチェンジの際、本機も改良されθII（シータ2）となった。従来型より若干高出力・高回転型に改良された。

### 主な採用車種
現行型については2019年9月現在
- ヒュンダイ
  - ソナタ（NF系～LF系）
  - グレンジャー（TG系以降）
  - ジェネシスクーペ（BK系）
  - サンタフェ（CM系以降）
  - トゥーソン（LM系以降）

- キア
  - マジェンティス/ロッツェ/K5（MG系以降）
  - K7
  - カレンス（UN系）
  - ソレント（XM系以降）
  - スポーテージ（SL系以降）

## 三菱自動車
2005年に発売されたアウトランダーに4B12型 2.4Lエンジンを搭載した。このエンジンは、ワールドエンジンの成果とされている一方、三菱自動車の設計者は「シータエンジンとは別物」と強調している。
他に4B10（1.8L）、4B11（2.0L）もある。

### 主な採用車種
- 7代目ランサー（ギャランフォルティス、ランエボⅩ、プロトン・インスピラ）
- アウトランダー
- デリカD:5
- 3代目RVR

## ダイムラー・クライスラー（クライスラー）
2005年に発売されたダッジ・キャリバーへの2.4Lエンジンの搭載をはじめ、クライスラー・セブリングやジープ・パトリオット、ジープ・コンパスなどに搭載される。メルセデス・ベンツ等のブランドでは採用されていない。2007年にダイムラー・クライスラーからクライスラー部門が切り離されたため、それ以降はクライスラーが製造する車種に搭載されている。